# Бой на горе Лопата
Бой на горе Лопата (укр. Бій на горі Лопата) — бои между УПА и объединёнными немецко-венгерскими войсками с 6 до 16 июля 1944 года; самый масштабный бой УПА с немецкими оккупантами в Галичине. Состоял из нескольких столкновений, собственно на горе Лопата, вблизи города Сколе (Львовская область Украины) и в Чёрном Лесу.

## Предыстория
Первоначально у куреня УПА «Бешеные» в главе с Василием Андрусяком (псевдоним «Резун») была задача разбить советское партизанское соединение под командованием Михаила Шукаева, которое весной 1944 получило приказ выйти к Дрогобычскому бассейну нефти. В апреле-мае курень «Резуна» неоднократно вступал в бои с партизанами Шукаева возле Чёрного леса. 
В начале июня 1944 немцы вспомогательными силами 7-й танковой дивизии начали зачистку Чёрного леса от партизан из соединения Шукаева, которая длилась неделю. Советы, хоть и понесли сильные потери, но им удалось сохранить боевое ядро и уйти в горы. 24 июня 1944 в Черном Лесу прошел брифинг командиров УПА-Запад с участием Василия Сидора, в ходе которого были подведены итоги боев с советскими партизанами. Было принято решение, что курень «Резуна» отправится в погоню за партизанами, в время которой и случилась битва.

## Хронология конфликта
- 6 июля повстанцы (УПА) во главе с Андрусяком, направляясь от Чёрного Леса, наткнулись на едущее на трёх автомобилях немецкое подразделение и разоружили его[1].
- 8 июля немецкие и венгерские войска силами трёх дивизий и одного полка атаковали позиции УПА близ городка Долина, с использованием бронеавтомобилей и миномётов. Параллельно начинается атака венгров вблизи города Сколе. Учитывая численное преимущество и лучшую оснащенность немецких и венгерских войск — части УПА вынуждены отступить на заранее подготовленные позиции на горе Лопата. В 17 часов немецкие и венгерские части штурмуют позиции повстанцев на горе[1].
- 9 июля — уход повстанцев из окружения.
- 10 июля — засада УПА на немецкую автоколонну[1]. Локальные бои близ горы Лопата продолжались до 16 часов[1]. Отступление немецких частей к райцентрам Сколе и Долина[1].
- В последующие несколько дней боёв не было[1]. Осознавая безысходность ситуации, венгры пошли на перемирие с уповцами. За спиной немцев через эмиссаров была достигнута тайная договоренность: венгерский полк обязался во время следующей атаки отступать в беспорядке сразу после того, как он будет обстрелян безопасным пушечным огнем с позиций УПА, что в итоге и было сделано. В результате повстанцы смогли успешно нейтрализовать венгров и сконцентрировать все внимание на немцах[5].
- В ночь с 15 на 16 июля немецкие и венгерские войска отступили. За фактические три дня боёв немцы в сумме потеряли около двухсот человек убитыми и ранеными. Бойцы УПА в числе трофеев захватили десять пулемётов[1].